# Абра середземноморська
{{#ifeq:0|0|{{#if:Abra nitida|{{#if:|[[]}}|[[]]}}}}
Абра середземноморська (Abra nitida) — вид двостулкових молюсків родини Semelidae. Зустрічається також у Північному морі. Таксон був введений в літературу в 1776 році Отто Фрідріхом Мюллером як Mya nitida.

## Ареал і середовище проживання
Ареал простягається від півдня Ісландії, північної Норвегії, уздовж узбережжя східної Атлантики до Марокко. Зустрічається також у Середземному та Північному морях.
Живе в мулистих ґрунтах на глибині від кількох метрів до 4600 метрів, зазвичай приблизно до 200 метрів.

## Особливості
Злегка нерівні, приплюснуті яйцеподібні мушлі мають довжину до 13 міліметрів. Вони трохи нерівносторонні, хребці сидять далеко позаду середньої лінії по відношенню до довжини раковини. Задня частина обрізана. Передній край широкий і рівномірно закруглений. Він переходить у спочатку широко заокруглений черевний край, який йде майже прямо до заднього кінця. Мушля тонкостінна і крихка. Поверхня орнаментована тонкими концентричними лініями.